# Låttern
Låttern är en sjö i Vingåkers kommun i Södermanland och ingår i Norrströms huvudavrinningsområde. Sjön har en area på 1,05 kvadratkilometer och ligger 36 meter över havet. Sjön avvattnas av vattendraget Kvarnån.

## Delavrinningsområde
Låttern ingår i det delavrinningsområde (655117-151195) som SMHI kallar för Utloppet av Låttern. Medelhöjden är 53 meter över havet och ytan är 8,3 kvadratkilometer. Det finns inga avrinningsområden uppströms utan avrinningsområdet är högsta punkten. Kvarnån som avvattnar avrinningsområdet har biflödesordning 3, vilket innebär att vattnet flödar genom totalt 3 vattendrag innan det når havet efter 196 kilometer. Avrinningsområdet består mestadels av skog (57 procent) och jordbruk (20 procent). Avrinningsområdet har 1,03 kvadratkilometer vattenytor vilket ger det en sjöprocent på 12,5 procent.